# Gregor Gazvoda
Gregor Gazvoda (* 15. Oktober 1981 in Maribor) ist ein ehemaliger slowenischer Radrennfahrer und aktuell Sportlicher Leiter.

## Sportlicher Werdegang
Gregor Gazvoda gewann 2002 das Einzelzeitfahren der Olympia’s Tour. 2004 erhielt er beim slowenischen Continental Team Perutnina Ptuj seinen ersten Vertrag bei einer internationalen Mannschaft. Während seiner weiteren Karriere wurde viermal Zeitfahrmeister seines Landes und gewann mehrere internationale Eintagesrennen und Abschnitte von Etappenrennen. Im Jahr 2010 gelang ihm sein bis dahin größter Erfolg mit einem Etappensieg bei der Tour of Qinghai Lake, 2011 entschied er neben einem erneuten Etappenerfolg die Gesamtwertung der Rundfahrt für sich. Daraufhin wurde er im Folgejahr Mitglied im UCI WorldTeam Ag2r La Mondiale, für das er mit dem Giro d’Italia 2012 seine einzige Grand Tour bestritt und diese auf Rang 134 beendete.
Bereits nach einer Saison verließ Gazvoda wieder Ag2R und fuhr bis 2015 jährlich wechselnd für verschiedene Teams, ohne an vorherige Erfolge anknüpfen zu können. Nach einem Jahr Unterbrechung kehrte er 2017 mit dem Team Adria Mobil noch einmal auf die internationale Bühne zurück, blieb aber erneut ohne zählbare Ergebnisse. National wurde er noch einmal slowenischer Vizemeister im Einzelzeitfahren.
Nach der Saison 2018 beendete Gazvoda seine aktive Karriere als Radrennfahrer. Im Zeitraum 2019 bis 2024 war er Sportlicher Leiter des Tirol KTM Cycling Teams. Mit dem Beginn der Saison 2025 wird er das U23-Team von Red Bull-Bora-hansgrohe als Teamchef leiten.

## Erfolge
2002
- eine Etappe Olympia’s Tour

2005
- eine Etappe Kuba-Rundfahrt
- Slowenischer Meister – Einzelzeitfahren

2008
- eine Etappe Circuit Ardennes
- Velika Nagrada Ptuja
- Slowenischer Meister – Einzelzeitfahren
- Kroz Vojvodina II deo

2010
- Slowenischer Meister – Einzelzeitfahren
- eine Etappe Tour of Qinghai Lake

2011
- Gesamtwertung und eine Etappe Tour of Qinghai Lake
- Tour of Vojvodina I

2014
- Slowenischer Meister – Einzelzeitfahren